# Данієль Холодний
Данієль Холодний (рос. Даниэль Холодный; нар. 1997) — політичний в'язень у Росії з 2023 року, колишній технічний директор YouTube-каналу Олексія Навального «Navalny Live».

## Біографія
Холодний почав працювати у Фонді боротьби з корупцією Навального ще під час навчання в коледжі. Згодом він став технічним директором каналу Фонду на YouTube і відповідав за організацію прямих ефірів і знімання відеороликів про розслідування Фонду. За словами його друзів, він не був причетний до фінансів організації.
Холодний залишив Фонд боротьби з корупцією після посилення репресій проти нього і зосередився на роботі в невеликій ІТ-компанії, яку він заснував ще бувши студентом.

### Політичне переслідування
Холодний покинув Росію в червні 2021 року після того, як Фонд боротьби з корупцією Навального був визнаний російським судом екстремістською організацією. Він був заарештований у лютому 2022 року після повернення до Росії. За словами друзів Навального і Холодного, прокуратура запропонувала йому звільнення, якщо він дасть свідчення проти своїх колишніх соратників. У серпні 2023 року Холодний був визнаний винним у створенні екстремістської організації та засуджений до 9 років позбавлення волі.
Правозахисна організація «Меморіал» вважає Данієля Холодного політичним в'язнем.